# شعار فيتنام
شكل شعار فيتنام (بالفيتنامية: Quốc huy Việt Nam)‏ ورسميًا شعار جمهورية فيتنام الاشتراكية الوطني (بالفيتنامية: Quốc huy nước Cộng hòa Xã hội chủ nghĩa Việt Nam)‏ على غرار رموز الحزب الشيوعي الفيتنامي، مضافا إليه النجمة الصفراء وسط محيط أحمر. ويدل الترس والمحاصيل على مدى التعاون العمالي بالزراعة والصناعة في النموذج الشيوعي. وهو شبيه لشعار ألمانيا الشرقية وشعار الصين، وقد اعتمدتها جمهورية فيتنام الديموقراطية (فيتنام الشمالية) بتاريخ 30 نوفمبر 1955. ثم أصبح الشعار القومي بعد إعادة الوحدة مع فيتنام الجنوبية بتاريخ 2 يوليو 1976 م.

## معرض صور